# Hystrichodesmus cubensis
Hystrichodesmus cubensis är en mångfotingart som beskrevs av Loomis 1938. Hystrichodesmus cubensis ingår i släktet Hystrichodesmus och familjen Fuhrmannodesmidae. Inga underarter finns listade i Catalogue of Life.